# 上錯花轎嫁對郎 (電視劇)
《上错花轿嫁对郎》（英语：Wrong Carriage, Right Groom），2001年中国大陆古装爱情剧，改编自台灣作家席絹的小说《请你将就一下》、《上錯花轎嫁對郎》，由童边、阡陌 、朱国芳、严朴勤编剧，张子恩执导，黄奕、聂远、李琳、师小红领衔主演。2001年3月19日至4月2日在中國電視公司八點檔時段播出。

## 剧情
讲述两位古代扬州美女明明上错了花轿，却各自得到好姻缘的有趣故事。
李玉湖和杜冰雁在同一天出嫁，李玉湖要嫁大将军袁不屈，杜冰雁要嫁富家公子齐天磊。
由於李玉湖的父親是開武館，希望自己閨女排頭都不輸杜家，嫁衣做一樣，還故意提早趕在杜家前頭出嫁搶杜家風采。因为避雨的缘故，两人的花轿停留在仙女庙内。阴差阳错之下，两人盖错红盖头、上错花轿。杜冰雁错嫁袁不屈后，为其在军中立下功绩；李玉湖则错嫁齐天磊，两人和老太君一起智斗家贼，并赢得胜利。一切皆大欢喜。

## 演员
- 李玉湖 ：黄　奕
- 齐天磊 ：聂　远
- 杜冰雁 ：李　琳
- 袁不屈 ：师小红
- 老太君 ：郑毓芝
- 刘若谦 ：刘培清
- 舒大娘 ：王菁华
- 沙平威 ：沙　溢
- 昌平公主 ：涓　子
- 哑　妹 ：徐婧灵
- 季竟棠 ：刘欣翰
- 小　喜 ：崔　奕
- 柯世昭 ：徐　光
- 方小巧 ：陈佳妍
- 王胡子 ：王　岗
- 皇　帝 ：张铁林
- 张公公 ：李连生
- 孔县令 ：闾汉彪

## 制作人员
- 总监制：汤达祥
- 出品人：张春林、贺士铦、徐露
- 製片人：黄家佐
- 策劃：狄鹏
- 剧本统筹：阡陌工作室
- 編劇：童边、阡陌 、朱国芳、严朴勤
- 摄像：颜军生
- 制片主任：汪培鲁
- 导演：张子恩

## 电视原声
- 主題曲：巧解姻缘天作合
  - 作詞：张子恩、童边
  - 作曲：雷蕾
  - 演唱：任真

- 片尾曲：烟雨唱扬州
  - 作詞：张子恩、童边
  - 作曲：雷蕾
  - 演唱：李殊

- 音乐制作：阿罗工作室